# کارما (فیلم ۱۹۸۶)
کارما (به هندی: Karma) فیلمی محصول سال ۱۹۸۶ و به کارگردانی سوبهاش گای است. در این فیلم بازیگرانی همچون دیلیپ کومار، نصیرالدین شاه، جکی شروف، آنیل کاپور، انوپم کهیر، سری دوی، نوتان، پونام دیلون، دارا سینگ ایفای نقش کرده‌اند.

## خلاصه داستان
داستان فیلم کارما دربارهٔ مبارزه با یک گروه تروریستی است. رانا ویشوا پرتاب سینگ (دیلیپ کومار) رئیس یک زندان در هند است. زمانی که دکتر دنگ (انوپم کهیر)، رئیس گروه تروریستی pso وارد زندان او می‌شود با برخورد بسیار تند رانا مواجه می‌شود و قسم می‌خورد که انتقام بگیرد. پس از یک حمله مرگبار دکتر دنگ از زندان فرار کرده و خانواده رانا را می‌کشد و همسر رانا (نوتان) بخاطر شوک وارده از مرگ فرزندانش لال می‌شود. رانا پرتاب سینگ پس از مدتی عزاداری تصمیم می‌گیرد با تشکیل گروهی دکتر دنگ و گروهش را نابود کند. وی سه نفر از زندانیان را آزاد می‌کند تا با کمک آنها این کار را انجام دهد. جانی (آنیل کاپور)، بایجو (جکی شروف) و خیرالدین (نصیرالدین شاه) اعضای این گروه هستند. سینگ و گروهش راهی روستایی می‌شوند که دنگ در اطرافش پایگاه دارد. آنها در خانه دوست قدیمی رانا، دارما (داراسینگ) مستقر می‌شوند. برادر دارما، جاگا (شاکتی کاپور) عضو گروه pso است. جانی دلباخته دختری بنام تولسی (پونام دیلون) و بایجو عاشق دختری بنام رادا (سری دیوی) می‌شود. عموی رادا که با دکتر دنگ همکاری می‌کند با ارائه گزارشهایی مکان رانا و گروهش را به او لو می‌دهد. افراد دنگ به آنها حمله می‌کنند. جانی، بایجو و خیرالدین در بار زندانی می‌شوند و رانا به تنهایی با آنها مبارزه می‌کند و به شدت زخمی می‌شود. دکتر دنگ در بیمارستان سراغ رانا می‌آید و رادا را به همراه خانواده رانا به اسارت می‌گیرد. گروه سه نفره با پوشیدن لباس افراد دنگ وارد مخفیگاه او می‌شوند ولی بخاطر عصبانیت خیرالدین از دیدن قاتل همسرش، هر سه لو می‌روند و اسیر می‌شوند. رانا و دارما به مخفیگاه حمله می‌کنند و اسرای مخفیگاه نیز دست به شورش می‌زنند و یک مبارزه بزرگ رخ می‌دهد. همسر رانا دوباره قدرت تکلم خود را بدست می‌آورد. جانی، بایجو و خیرالدین یک کامیون حامل مواد منفجره را می‌ربایند و خیرالدین پس از کشمکش با دوستانش به تنهایی با کامیون وارد مخفیگاه می‌شود و آنجا را منفجر می‌کند و خودش جان می‌بازد. دکتر دنگ هنگام فرار با هواپیما توسط رانا کشته می‌شود. پس از نابودی گروه pso، جانی با تولسی و بایجو با رادا ازدواج می‌کند. همچنین از رانا و گروهش بعنوان قهرمانان جنگ تقدیر می‌گردد.